# Josep Pastells Mascort

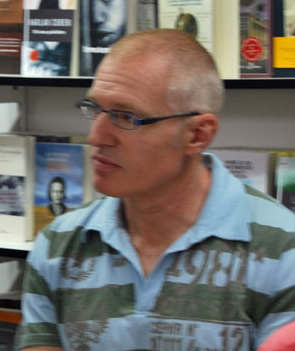
Josep Pastells Mascort firmando ejemplares en la Feria del Libro de Madrid (edición de 2009).

Josep Pastells Mascort (La Creueta, Gerona, 1966) es un periodista y escritor español. Se licenció en Ciencias de la Información en la Universidad Autónoma de Barcelona. Ha trabajado en varios medios de comunicación (especialmente en el Diario de Gerona, en dos etapas diferentes) y ha sido jefe de prensa en diferentes instituciones y formaciones políticas. 
Hasta la fecha ha publicado ocho novelas en catalán:
- Nus (El Mèdol, 1998) (Finalista Premio Vila d'Ascó)
- Rere el mirall (Proa, 2001) (Premio Cafè 1929)
- Wole (Cossetània, 2001) (Finalista Premio Narcís Oller)
- Witxi (Llibres de l'Índex, 2002) (Finalista Premio Just Manuel Casero)
- Pell de cilici (Empúries, 2003) (Premio Just Manuel Casero)
- A la recerca de l'equilibri (JoEscric.com, 2005) (Premio JoEscric.com)
- Temps de neguit (Ayuntamiento de Calviá, 2010) (Premio Rei en Jaume)
- Vida i miracles d'Odell Kraus (Empúries, 2011) (Premio Marian Vayreda)

Y además dos libros de relatos y una novela en castellano:
- Simpático fracasado (Alfasur, 2006)
- El último aliento de Fidípides (Adhara, 2009)
- Héroes flacos (Lobohombre, 2007)

También ha publicado diversas narraciones, cuentos breves, pensamientos y textos poéticos en revistas, páginas de internet y en volúmenes compartidos con otros autores, tanto en catalán como en castellano. Algunas de sus obras pueden encontrarse en: